# Ménerbes
Ménerbes [menɛʁb] ist eine französische Gemeinde mit 967 Einwohnern (Stand 1. Januar 2022) im Département Vaucluse in der Region Provence-Alpes-Côte d’Azur.

## Geografie
Der Ort Ménerbes liegt, langgestreckt auf einem Bergrücken und weithin sichtbar, nördlich des Gebirgszugs Petit Luberon zwischen dem 42 Kilometer entfernten Avignon und dem 23 Kilometer entfernten Apt. Die Gemeinde liegt im Regionalen Naturpark Luberon und ist Teil der Communauté de communes Pays d’Apt-Luberon. Neben dem Hauptort gehören zu ihr: Gaujas, La Drouine, La Peyrière und Valmenon.
Nachbarorte sind Beaumettes, Oppède-le-Vieux und Lacoste.

## Geschichte
In Ménerbes wurden viele antike Funde gemacht, darunter Überreste einer Töpferwerkstatt (spätes 1. Jahrhundert), des Sylvanus-Altars (spätes 2. oder 3. Jahrhundert), eines Grabsteins (spätes 1. Jahrhundert) und einiger römischer Villen. Der „heilige“ Castor von Apt spielte für die Geschichte der Gemeinde eine wichtige Rolle. Das von ihm an einem unbekannten Ort gegründete Kloster Manancha könnte auf dem heutigen Gebiet von Ménerbes gelegen haben. Außerdem versteckte er sich um das Jahr 410 vor dem Klerus und den Bewohnern von Apt, die ihn zum Bischof weihen wollten, in einer Höhle im Luberon, möglicherweise bei Ménerbes.

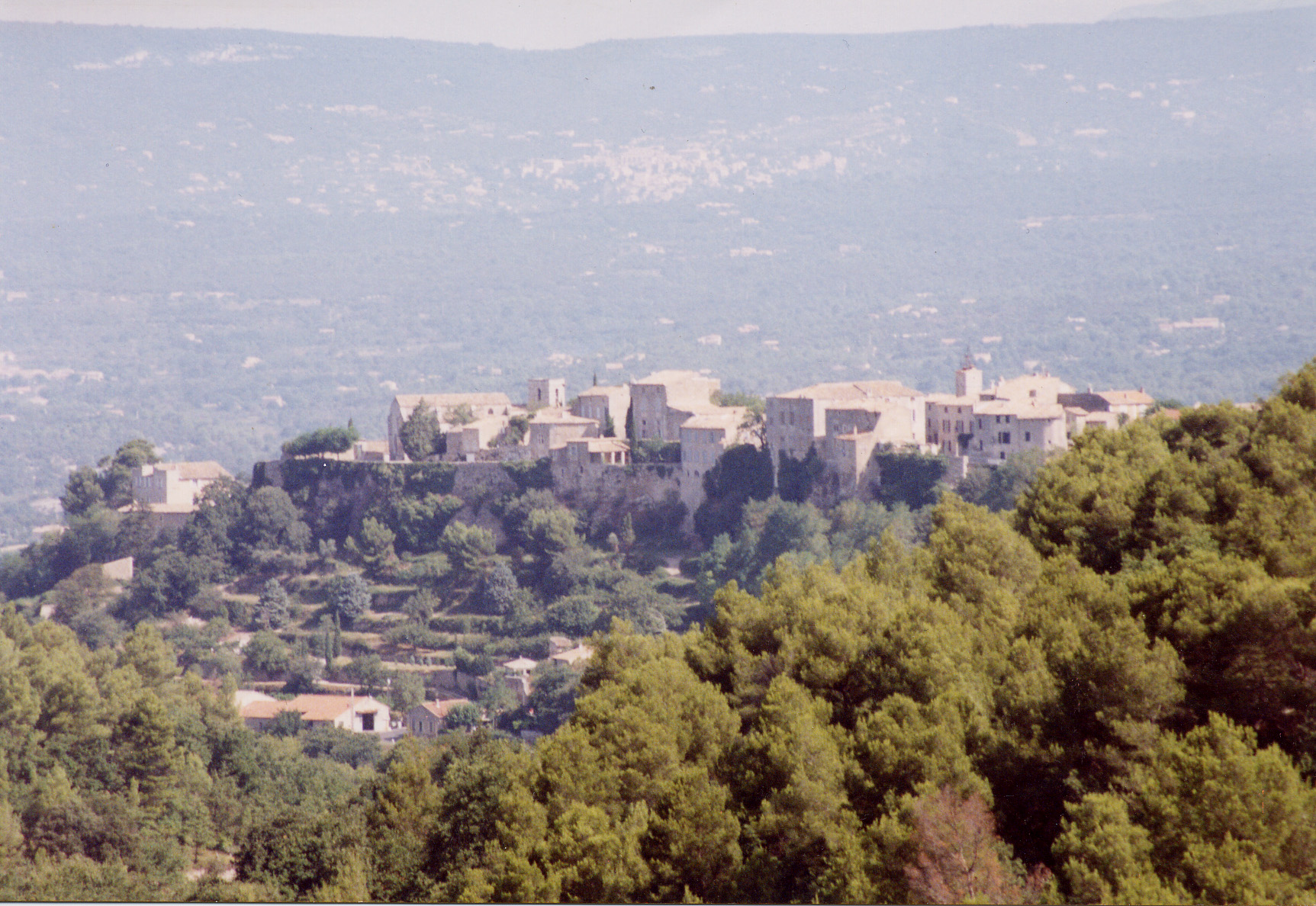
Ménerbes von Süden

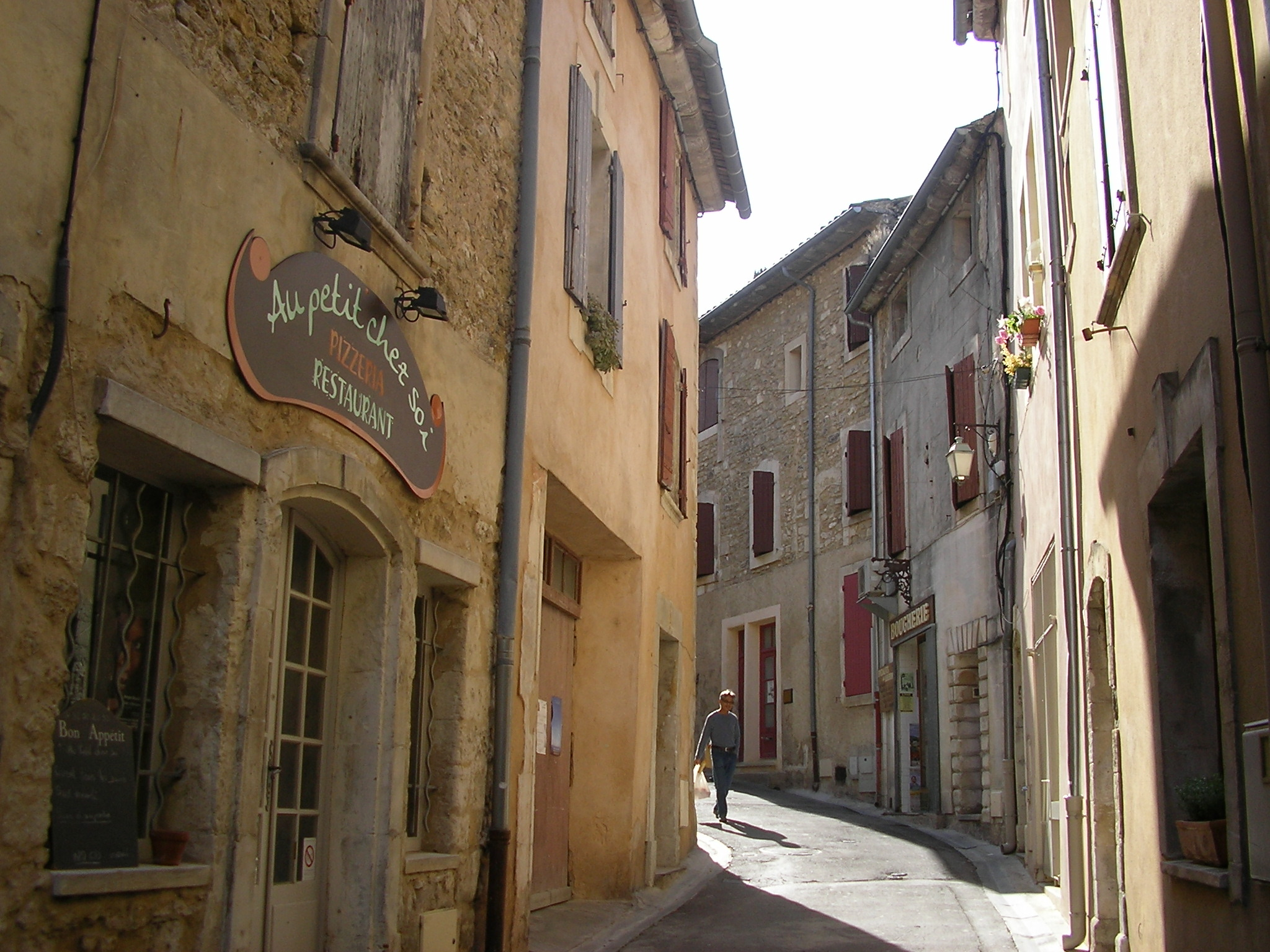
Rue Kléber Guendon

Im Mittelalter war die Stadt durch die beiden Tore Saint-Sauveur und Notre-Dame zugänglich und wurde von einer Festung aus dem 13. Jahrhundert überragt. In der Mitte des 13. Jahrhunderts gründeten die Karmeliten ein Kloster. 1274 wurde Ménerbes in das Comtat Venaissin eingegliedert. Während der Religionskriege war Ménerbes eine Hochburg des Protestantismus und 1573 bis 1578 von Hugenotten besetzt. Nach der Französischen Revolution war Ménerbes bis 1801 Chef-lieu eines Kantons.
In den 1990er Jahren wurde der Ort durch den englischen Schriftsteller Peter Mayle (Mein Jahr in der Provence und Toujours Provence) bekannt, der in seinen Romanen den Ort und das Leben in der Provence so liebevoll-authentisch beschrieb, dass sich viele Touristen auf Spurensuche begaben und unter anderem sein Haus identifizierten, was ihn zur Aufgabe seines Wohnortes bewegte.

## Kultur und Sehenswürdigkeiten
- Zitadelle, wurde im 13. Jahrhundert zerstört und im 16. und 19. Jahrhundert wieder aufgebaut.
- Abtei Saint-Hilaire
- Kirche Saint-Luc aus dem 14. Jahrhundert
- Kapelle Sainte-Blaise aus dem 18. Jahrhundert
- Häuser aus dem Mittelalter und der Renaissance
- Korkenziehermuseum Musée du tire-bouchon

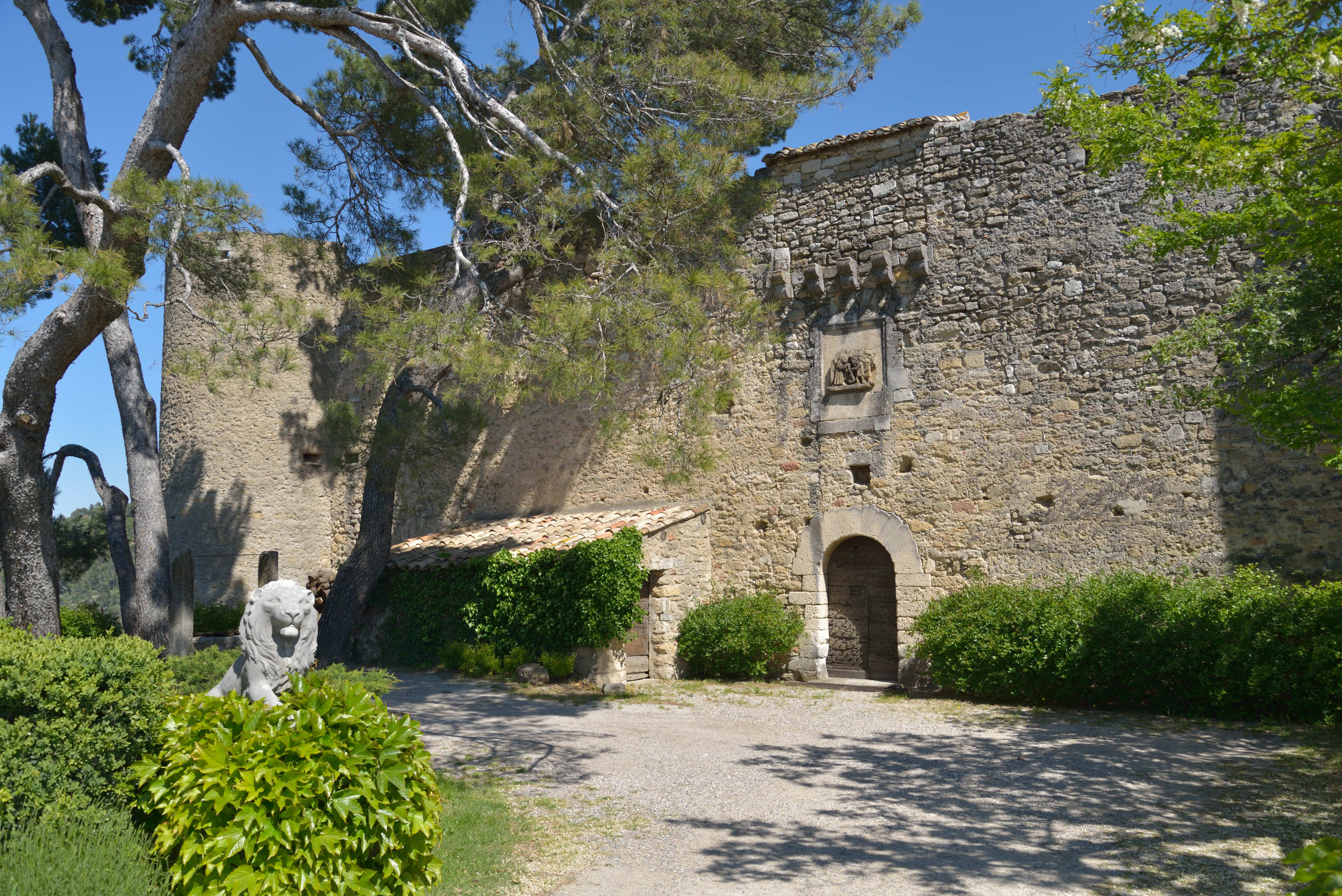
Zitadelle
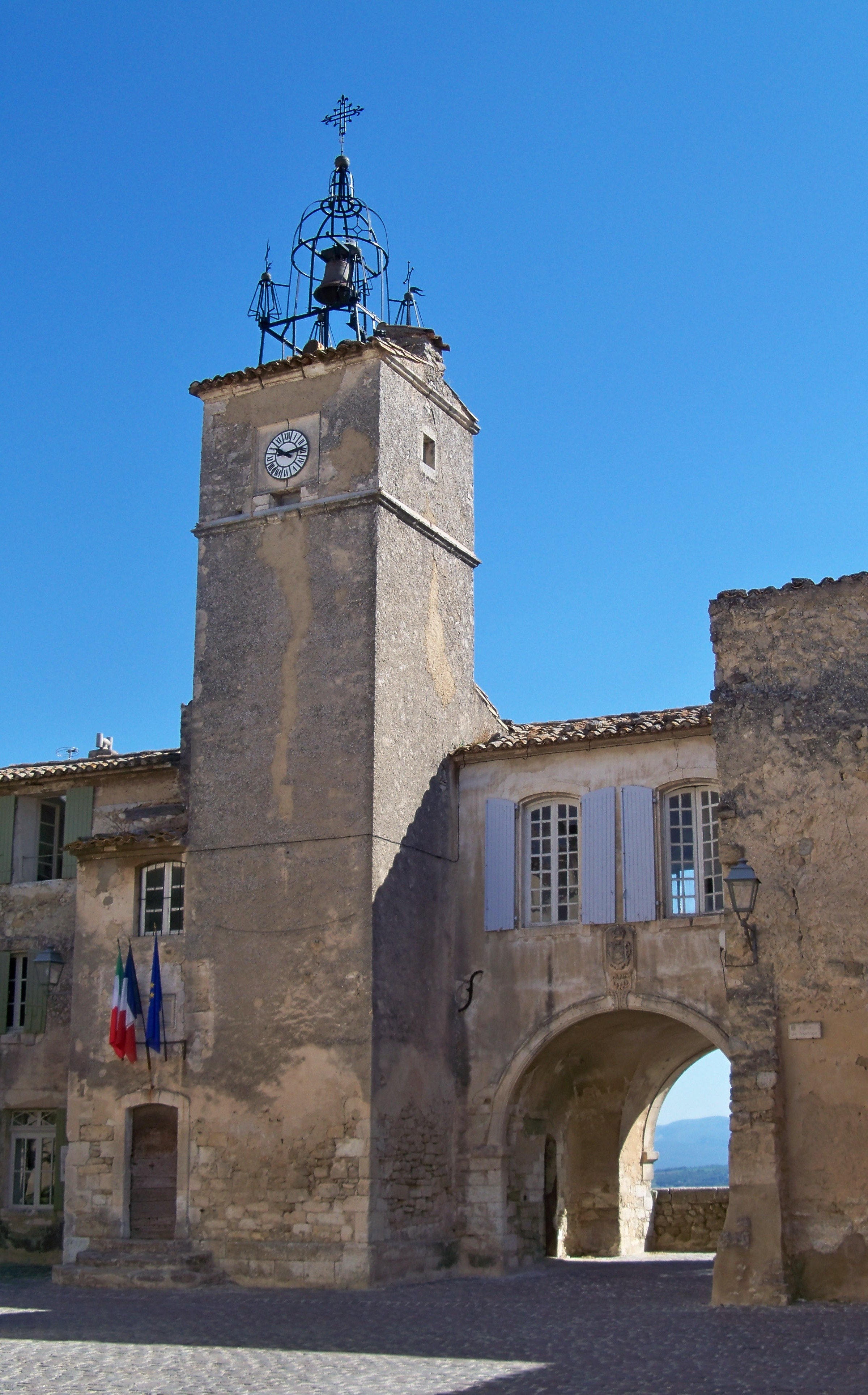
Bergfried
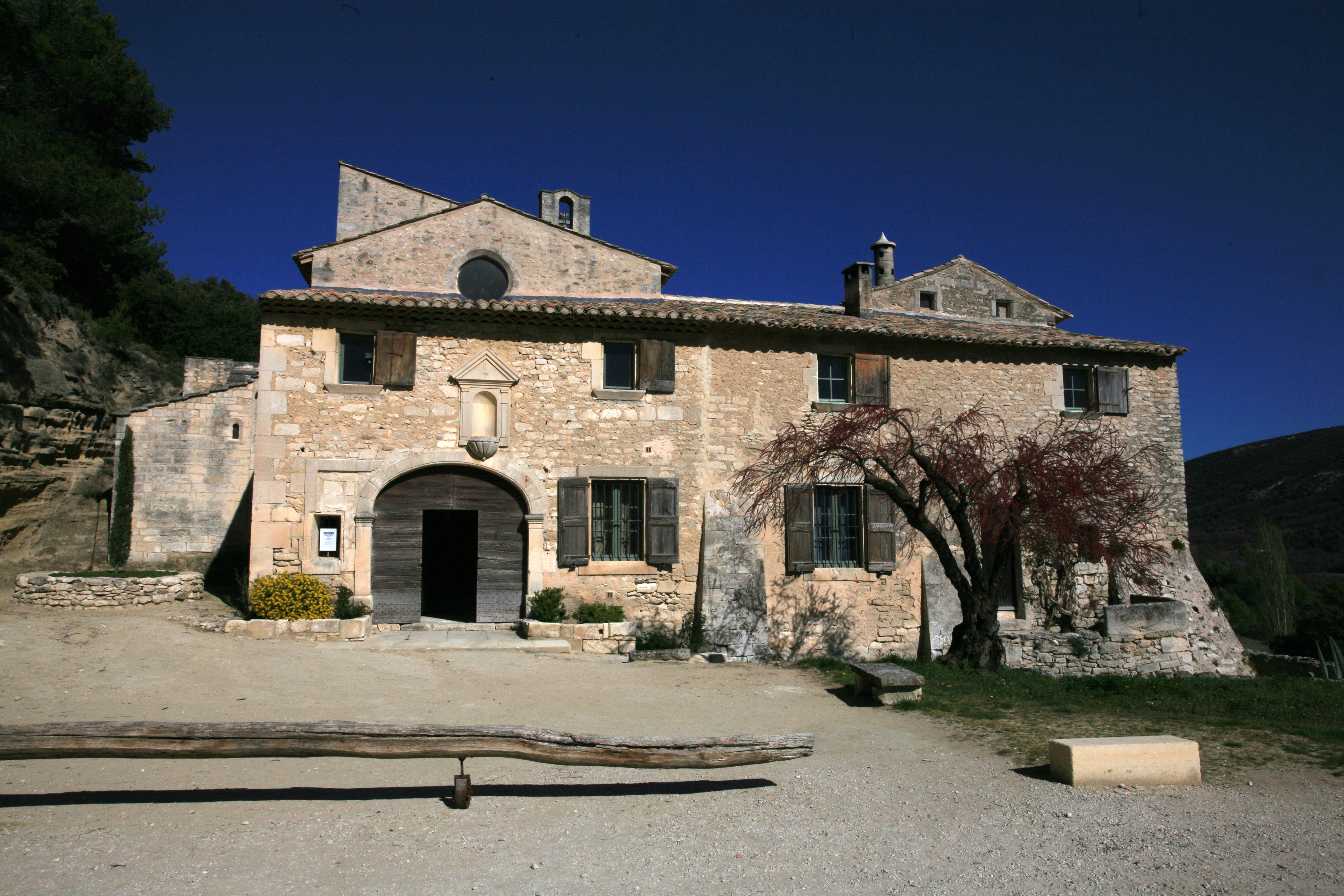
Abtei Saint-Hilaire
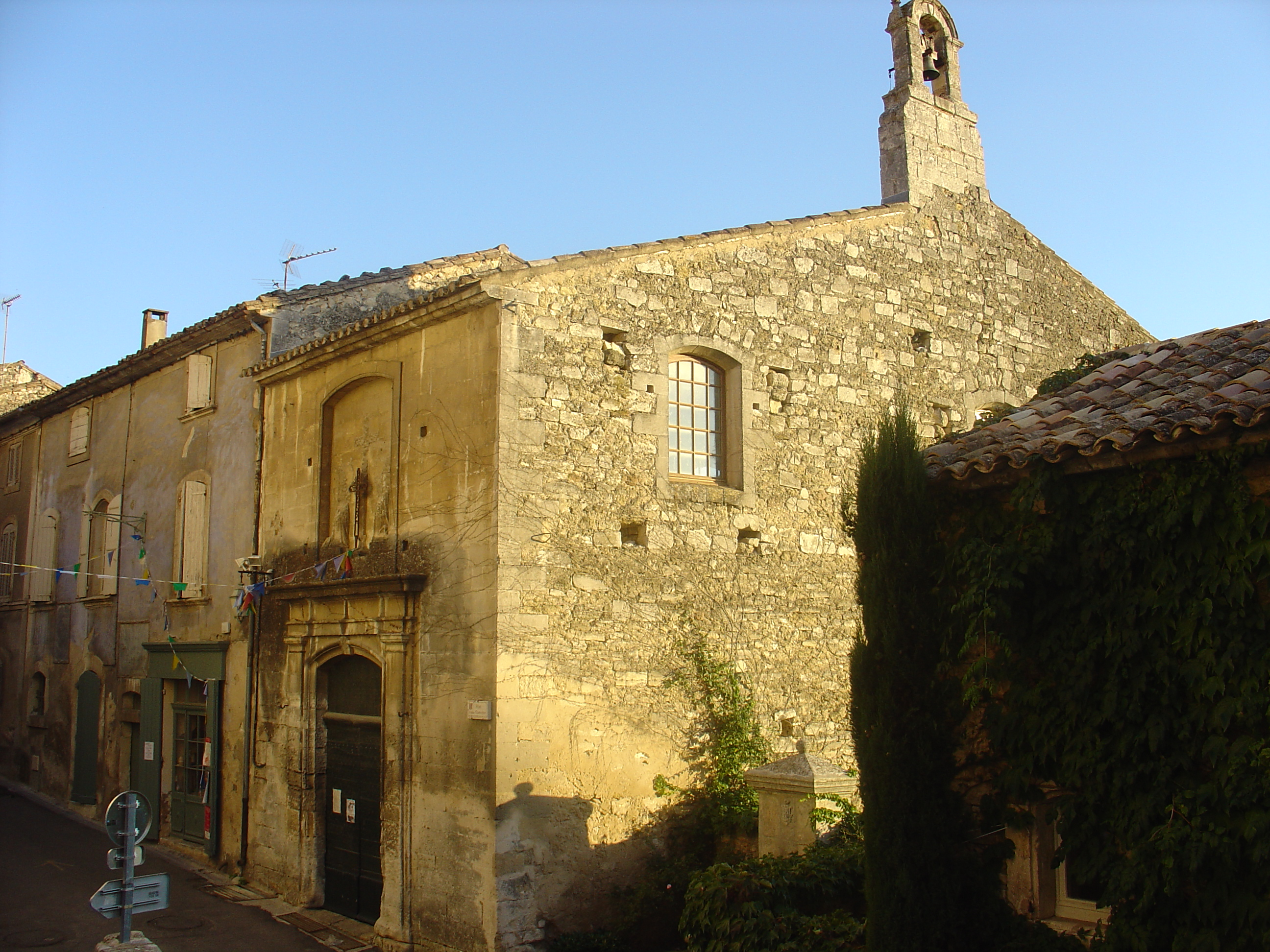
Kapelle Sainte-Blaise

## Verkehr
Der Ort liegt an den Departementsstraßen D 3 und D 188, die D 109 und die D 218 enden im Gemeindegebiet; die D 900 (Relation Avignon–Forcalquier/Manosque) tangiert die nördliche Gemeindegrenze. Der nächstgelegene Bahnhof ist Cavaillon an der Bahnstrecke Avignon–Miramas, die nächste Autobahn-Anschlussstelle ist Cavaillon an der A 7 („Autoroute du Soleil“).

## Persönlichkeiten
- Charles-Joseph Carmejane (* 1772 in Ménerbes; † 1830), Brigadegeneral
- Clovis Hugues (* 1851 in Ménerbes; † 1907), Politiker und Dichter
- Joe Downing (* 1925; † 2007 in Ménerbes), französisch-amerikanischer Maler
- Pablo Picasso (1881–1973), spanischer Maler, Grafiker und Bildhauer, besaß in Ménerbes ein Haus
- Nicolas de Staël (1914–1955)[1], besaß in Ménerbes ein Haus
- Dora Maar (1907–1997), Fotografin, Malerin, Modell und Muse Pablo Picassos, besaß in Ménerbes ein Haus

## Demografie

### Bevölkerungsentwicklung
| Jahr      | 1962 | 1968 | 1975 | 1982 | 1990 | 1999 | 2008 | 2018 |
| Einwohner | 924  | 891  | 899  | 1027 | 1118 | 1011 | 1153 | 1000 |

### Altersstruktur
22 Prozent der Bevölkerung sind 19 Jahre alt oder jünger. Neun Prozent der Bevölkerung sind 75 Jahre alt oder älter.